# 天空忍伝バトルボイジャー
『天空忍伝バトルボイジャー』（てんくうしのびでんバトルボイジャー）は、『月刊少年ガンガン』（エニックス刊）にて連載されていた、史村翔原作・結賀さとる作画の漫画作品。全4巻。

## あらすじ
異星（アース）からの漂流者・バトルボイジャーが“神の宿る星”に降り立った。“シノビ”という技を持つ彼らは、怪虫ザザに襲われている辺境の村を救うが、そこでコウトという名の少年に出会う。彼のお尻にあった“陽”の紋章。それこそ彼らが求めていた、全宇宙を脅かす存在“魔神”を倒す唯一の希望、“神の剣”の印であった。

## 登場人物 (声-1996年発売ドラマCDのキャスト)
コウト(声-高山みなみ)
本作の主人公。お尻に“陽”の紋章を持つ“神の剣”の一人。バトルボイジャーらが降り立った場所にいた村の孤児で、後に10年間ムサシ、リキドウらに育てられ、“シノビ”を体得。正義感の強い少年だが、まだ幼さも残る13歳。混沌とした星を救うために仲間を探す旅に出る。“神の剣”が“魔神の子”にもなりうる存在と分かってからは、自身の力で仲間を人間として変えてゆく事を決意する。武器は剣。
ムサシ(声-小杉十郎太)
バトルボイジャーの1人でコウトの育ての親。“シノビ”を駆使しての実力は高く、“神の剣”の印を持つタケルを圧倒する。リキドウに比べるとやや冷静で、コウトが“魔神の子”だった時は殺すと発言したり、クロウ相手に実力行使でリトマーの鏡を求めるなど、目的に忠実に行動を起こす。武器は鞭。
リキドウ(声-玄田哲章)
バトルボイジャーの1人でコウトの育ての親。スキンヘッド。ムサシに比べるとやや人情味溢れる人物で、コウトが“魔神の子”であるという神からの偽りの預言にも耳を貸さず、彼を信じようとする。武器はブーメラン。
ミュウ(声-久川綾)
本作のヒロイン的存在。胸に“哀”の紋章を持つ“神の剣”の一人。元はファラオ王国の王女だったが、クロウに支配されてからは男装して身分を隠し、野党（ギル）として反撃の為に活動していたところをコウトらと出会う。“魔神の子”に一時覚醒するも自ら紋章を傷つけて人間として生きる事を望む。草笛を使った超音波で闘い、鋭敏な五感を持つ。武器はボウガン。
クロウ(声-堀秀行)
ファラオ王国を倒して新たに建国した国の王。映された者の真実の姿を映し出す宝鏡“リトマーの鏡”を持つ。“魔神の子”に対抗すべく強固な秩序に支えられた国を作ろうと、極めて厳格な独裁政策を施行している。自身も非常に強い戦闘能力の持ち主で、熱の力を自在に操る術を使う。武器は刀。
タケル
左の掌に“怒”の紋章を持つ“神の剣”の一人。コウトの兄を自称し、突如クロウに襲いかかる。天涯孤独の身であった為か自身の欲望のままに生き、自身が“魔神の子”であると分かってもミュウ、コウトらを仲間に引き込もうとするが、コウトやムサシらの出会いで次第に変わってゆく。風を自在に操る事が出来る。武器は右手の指に嵌めた針。
キャラ
背中に“喜”の紋章を持つ“神の剣”の一人。大柄な女性で体術に秀でており、賞金稼ぎをしながら弱者を助ける施設を運営している。ミュウ・タケルを目覚めさせる為にコウトらが探していた術師で、“魔神”の支配に怯えて、“魔神の子”であるミュウとタケルを殺そうとするが、コウトに止められ、彼らと共に人間の心を確たるものにする。肉体を一瞬にして鋼状に変化させる事ができ、治術を得意とする。武器は大剣。
プリン(声-梅津秀行)
コウトが発見された時からずっと傍に寄り添っている巨大なウサギ。食い意地が張っていて女の子に目がない。移動中はコウトを背に乗せる事も多い。戦いを仕込まれており、口に刃物を咥えて闘う事も出来る。実は額に“楽”の紋章を持つ“神の剣”の1人（匹）。ミュウのことが大好きで、ネズミが苦手。

## 技
紅霧の法
相手の全身に管状になった針を無数に突き刺し、気を外圧として送る事で血液を一気に噴出させて倒す“シノビ”の技。
掌雷の法
静電気を発生させて掌に集約させ、一気に相手にぶち込む“シノビ”の技。相手は痺れて動けなくなる。
舞蜉蝣
一瞬にして周囲に透明の糸を張り巡らせてその上に乗る“シノビ”の技。上下左右自在に体を動かす事ができ、宙を浮いているように見える。
水遊華
大ヒツジの腸を重ね合わせて編んだ袋を使う事で、中の空気がある限りは水中に潜む事が出来る。“シノビ”の技。
移し身
代わり身を残して相手を引きつけ、一瞬にして敵の視界から身を隠す“シノビ”の技。
風刃
風をかまいたち状にして敵を切り裂くタケルの技。また、この上に乗る事で移動する事もできる。
風の鎧
熱を発して空気を膨張させ、空気の壁を作り出すクロウの防御術。
飛影
一瞬にして飛翔し、敵の懐に飛び込む“シノビ”の技。
風錐
複数の風刃を交えて錐状にして敵を貫くタケルの技。威力は風刃の数倍。
乱炎
剣を溶かし、その溶鉄を四方から乱れ撃つクロウの術。
闇鴉
自身の血を黒鴉の羽状に変化させて相手の目に黒い眼幕を貼り付けるクロウの極秘術。相手の視界は一時的に闇に覆われ何も見えなくなる。
蛇縄
縄を自在に操り相手を捕獲する“シノビ”の技。
地爆布
地面から爆風を作り出して敵の目を眩ます“シノビ”の技。
飛燕遊
風を操りその動きを変える“シノビ”の技。
幽楼
光の反射・屈折を利用して自身の分身を作る“シノビ”の技。
酔柳
全身から力を抜いて体を柳の様にしならせ、風を利用した技を受け流す“シノビ”の技。
幻霧の法
口に含んだ水を散布して霧を作り、気配を絶つ“シノビ”の技。
空断の法
閉鎖された空間でものを燃やすなどをして密室状態を作り、敵の空気を奪って絶命させる“シノビ”の技（作戦）。自身もその密室状態にいなければならない。
潜呼
訓練により普通の人の十倍は無呼吸で動けるようになる“シノビ”の技。
指眠の法
掌にある筋力を麻痺させるツボを押す“シノビ”の技。どんな剛力の持ち主でも、力を加えようとしても筋肉が動かせなくなる。
炎陽
太陽光を掌で集めて凝縮させ、熱で相手を倒す“シノビ”の技。